# Kirowy Potok
Kirowy Potok – potok będący prawym dopływem Macelowego Potoku w Pieninach, w ich części zwanej Pieninami Czorsztyńskimi. Powstaje na wysokości około 630 m w dolince między Kirową Skałką a Cyrlową Skałką. Spływa w południowym kierunku i na wysokości 588 m łączy się z potokiem Czarnym, który uznawany jest za górny bieg Macelowego Potoku. Cała zlewnia Kirowego Potoku znajduje się w porośniętym lasem obszarze Pienińskiego Parku Narodowego.
Cała zlewnia Macelowego Potoku znajduje się w obrębie wsi Sromowce Niżne w województwie małopolskim, w powiecie nowotarskim, w gminie Czorsztyn.

## Źródło Kirowego Potoku
Znajduje się na wysokości 769 m na południowym zboczu góry Łączana. Pod względem morfologii jest to źródło podgrzbietowe, pod względem zasilania źródło szczelinowe ekranowane zwietrzeliną. Wypływ następuje w strefie występowania paleogeńskich utworów fliszowych. Źródło jest wybitnie okresowe, wykazujące niezwykle szybką reakcję nie tylko na opady atmosferyczne, ale nawet na najmniejsze zmiany ich intensywności. Świadczy to płytkości dróg krążenia wód podziemnych wypływają oraz o bardzo krótkim czasie ich przebywania w środowisku skalnym.